# Temporada de tufões no Pacífico de 1969
A temporada de tufões no Pacífico de 1969 foi a quarta temporada menos ativa já registrada. A temporada não teve limites oficiais; durou o ano todo em 1969, mas a maioria dos ciclones tropicais tende a se formar no noroeste do Oceano Pacífico entre junho e dezembro. Essas datas delimitam convencionalmente o período de cada ano em que a maioria dos ciclones tropicais se forma no noroeste do Oceano Pacífico.
O escopo deste artigo é limitado ao Oceano Pacífico, ao norte do equador e a oeste da Linha Internacional de Data. As tempestades que se formam a leste da linha de data e ao norte do equador são chamadas de furacões; veja a temporada de furacões de 1969 no Pacífico. As tempestades tropicais formadas em toda a bacia do Pacífico Ocidental receberam um nome do Joint Typhoon Warning Center. As depressões tropicais nesta bacia têm o sufixo "W" adicionado ao seu número. As depressões tropicais que entram ou se formam na área de responsabilidade das Filipinas recebem um nome da Administração de Serviços Atmosféricos, Geofísicos e Astronômicos das Filipinas ou PAGASA. Muitas vezes, isso pode resultar na mesma tempestade com dois nomes.

## Sistemas
34 depressões tropicais se formaram este ano no Pacífico Ocidental, das quais 23 se tornaram tempestades tropicais. 13 tempestades atingiram a intensidade do tufão, das quais 2 atingiram a força do supertufão.

### Tufão Viola (Elang)
O grande supertufão Viola, que se formou em 22 de julho a leste das Filipinas, varreu o norte de Lução com ventos de 150 km/h no dia 26. Ele continuou para o noroeste e enfraqueceu devido à falta de fluxo. Viola atingiu o sudeste da China como um tufão mínimo no dia 28 e se dissipou no dia seguinte. O tufão causou mais de 1.000 mortes em Shantou, Guangdong, China, onde atingiu o continente.

### Tufão Elsie (Narsing)
Em 19 de setembro, a Depressão Tropical 14W se formou sobre o Pacífico Ocidental aberto. Seguiu quase para o oeste, tornando-se uma tempestade tropical no dia 20 e um tufão no dia 21. Elsie continuou a se intensificar e atingiu um pico de ventos de 282 km/h (175 mph) no dia 24. Depois de atingir o pico, o tufão enfraqueceu constantemente à medida que se movia para o oeste. No dia 26 o tufão Elsie de 169 km/h (105 mph) atingiu o norte de Taiwan e, um dia depois, atingiu o leste da China. Depois de flutuar para o norte, Elsie se dissipou sobre a China em 28 de setembro. O tufão matou 102 pessoas, com 24 desaparecidos e 227 feridos do sistema.

### Tufão Flossie (Openg)
Poucos dias depois de Elsie atingir Taiwan, a tempestade tropical Flossie se aproximou de Taiwan. De 1 a 5 de outubro, derivou para o norte da costa da ilha. Acelerou para o nordeste e tornou-se extratropical no 10º leste do Japão. As fortes chuvas de Flossie deixaram 75 pessoas mortas.

## Nomes de tempestade

### Internacional
Os ciclones tropicais do Pacífico Norte Ocidental foram nomeados pelo Joint Typhoon Warning Center. A primeira tempestade de 1969 foi batizada de Phyllis e a última foi batizada de Marie.
| - Agnes - Bonnie - Carmen - Della - Elaine - Faye - Gloria - Hester - Irma - Judy - Kit - Lola - Mamie - Nina - Ora - Phyllis 1W - Rita 2W - Susan 3W - Tess 4W - Viola 5W - Winnie 6W | - Alice 7W - Betty 8W - Cora 9W - Doris 10W - Elsie 14W - Flossie 15W - Grace 16W - Helen 18W - Ida 19W - June 20W - Kathy 21W - Lorna 22W - Marie 23W - Nancy - Olga - Pamela - Ruby - Sally - Therese - Violet - Wilda | - Anita - Billie - Clara - Dot - Ellen - Fran - Georgia - Hope - Iris - Joan - Kate - Louise - Marge - Nora - Opal - Patsy - Ruth - Sarah - Thelma - Vera - Wanda | - Amy - Babe - Carla - Dinah - Emma - Freda - Gilda - Harriet - Ivy - Jean - Kim - Lucy - Mary - Nadine - Olive - Polly - Rose - Shirley - Trix - Virgínia - Wendy |

### Filipinas
| Atring         | Bining                  | Kuring                  | Daling                            | Elang                              |
| Goring         | Huling                  | Ibiang                  | Luming                            | Miling                             |
| Narsing        | Openg                   | Pining                  | Rubing                            | Saling                             |
| Tasing         | Unding (sem ser usado)  | Walding (sem ser usado) | Yeyeng (sem usar) (sem ser usado) |                                    |
| Lista auxiliar |                         |                         |                                   |                                    |
|                |                         |                         |                                   | Anding (sem usar)                  |
| Binang         | Kadiang (sem ser usado) | Dinang (sem ser usado)  | Epang (sem ser usado)             | Gundang (sem usar) (sem ser usado) |

A Administração de Serviços Atmosféricos, Geofísicos e Astronômicos filipinos usa seu próprio esquema de nomenclatura para ciclones tropicais em sua área de responsabilidade. A PAGASA atribui nomes às depressões tropicais que se formam dentro de sua área de responsabilidade e a qualquer ciclone tropical que possa se mover para dentro de sua área de responsabilidade. Caso a lista de nomes para um determinado ano se revele insuficiente, os nomes são retirados de uma lista auxiliar, os primeiros 6 dos quais são publicados todos os anos antes do início da temporada. Os nomes não retirados desta lista serão usados novamente na temporada de 1973. Esta é a mesma lista usada para a temporada de 1965. A PAGASA usa seu próprio esquema de nomenclatura que começa no alfabeto filipino, com nomes femininos filipinos terminando com "ng" (A, B, K, D, etc.). Os nomes que não foram atribuídos/vão ser usados são marcados em cinzento.

## Efeitos da temporada
Esta tabela listará todas as tempestades que se desenvolveram no noroeste do Oceano Pacífico a oeste da Linha Internacional de Data e ao norte do equador durante 1969. Incluirá sua intensidade, duração, nome, áreas afetadas, mortes, pessoas desaparecidas (entre parênteses) e totais de danos. Os valores de classificação e intensidade serão baseados em estimativas conduzidas pelo JMA, no entanto, devido à falta de informações nessa época, os ventos sustentados foram registrados pelo JTWC. Todos os números de danos serão em 1969 USD. Danos e mortes de uma tempestade incluirão quando a tempestade foi uma onda precursora ou uma baixa extratropical.
| Nome                | Datas ativo                            | Classificação máxima       | Velocidade de vento sustentados | Pressão               | Áreas afetadas                              | Danos (USD)   | Fatalidades  | Refs |
| ------------------- | -------------------------------------- | -------------------------- | ------------------------------- | --------------------- | ------------------------------------------- | ------------- | ------------ | ---- |
| Phyllis             | 16–24 de janeiro                       | Tufão                      | 155 km/h (95 mph)               | 965 hPa (28.5 inHg)   | Micronesia                                  | Nenhum        | Nenhum       |      |
| TD                  | 22–23 de fevereiro                     | Depressão tropical         | Não definido                    | 1,002 hPa (29.6 inHg) | Ilhas Carolinas                             | Nenhum        | Nenhum       |      |
| Rita                | 6–9 de março                           | Tempestade tropical        | 75 km/h (45 mph)                | 995 hPa (29.4 inHg)   | Micronesia                                  | Nenhum        | Nenhum       |      |
| Susan (Atring)      | 15–26 de abril                         | Tufão                      | 195 km/h (120 mph)              | 940 hPa (28 inHg)     | Ilhas Carolinas, Filipinas                  | Desconhecido  | Desconhecido |      |
| Bining              | 3–5 de maio                            | Depressão tropical         | 45 km/h (30 mph)                | Não definido          | Filipinas                                   | Nenhum        | Nenhum       |      |
| TD                  | 9–10 de maio                           | Depressão tropical         | Não definido                    | 1,010 hPa (30 inHg)   | Nenhum                                      | Nenhum        | Nenhum       |      |
| Tess (Kuring)       | 6–12 de julho                          | Tufão                      | 130 km/h (80 mph)               | 970 hPa (29 inHg)     | Filipinas, Vietname                         | Desconhecido  | Desconhecido |      |
| TD                  | 10–17 de julho                         | Depressão tropical         | Não definido                    | 1,004 hPa (29.6 inHg) | Ilhas Carolinas, Filipinas                  | Nenhum        | Nenhum       |      |
| TD                  | 11–12 de julho                         | Depressão tropical         | Não definido                    | 1,008 hPa (29.8 inHg) | Nenhum                                      | Nenhum        | Nenhum       |      |
| TD                  | 13–15 de julho                         | Depressão tropical         | Não definido                    | 1,008 hPa (29.8 inHg) | Nenhum                                      | Nenhum        | Nenhum       |      |
| TD                  | 14–18 de julho                         | Depressão tropical         | Não definido                    | 1,004 hPa (29.6 inHg) | Filipinas, Vietname                         | Nenhum        | Nenhum       |      |
| TD                  | 15 de julho                            | Depressão tropical         | Não definido                    | 1,008 hPa (29.8 inHg) | Vietname                                    | Nenhum        | Nenhum       |      |
| TD                  | 16 de julho                            | Depressão tropical         | Não definido                    | 1,009 hPa (29.8 inHg) | Nenhum                                      | Nenhum        | Nenhum       |      |
| Viola (Elang)       | 20–30 de julho                         | Tufão                      | 240 km/h (150 mph)              | 900 hPa (27 inHg)     | Filipinas, Taiwan, China                    | Desconhecido  | >1 000       |      |
| Daling              | 21–25 de julho                         | Depressão tropical         | 55 km/h (35 mph)                | 1,000 hPa (30 inHg)   | China meridional                            | Nenhum        | Nenhum       |      |
| Winnie (Goring)     | 26 de julho – 2 de agosto              | Tempestade tropical severa | 95 km/h (60 mph)                | 985 hPa (29.1 inHg)   | Nenhum                                      | Nenhum        | Nenhum       |      |
| TD                  | 26 de julho–29                         | Depressão tropical         | Não definido                    | 1,008 hPa (29.8 inHg) | Ilhas Carolinas                             | Nenhum        | Nenhum       |      |
| TD                  | 28 de julho–30                         | Depressão tropical         | Não definido                    | 1,008 hPa (29.8 inHg) | Nenhum                                      | Nenhum        | Nenhum       |      |
| Alice               | 1–5 de agosto                          | Tempestade tropical severa | 85 km/h (55 mph)                | 985 hPa (29.1 inHg)   | Japão                                       | Nenhum        | Nenhum       |      |
| TD                  | 1 de agosto                            | Depressão tropical         | Não definido                    | 1,000 hPa (30 inHg)   | Nenhum                                      | Nenhum        | Nenhum       |      |
| Betty (Huling)      | 4–10 de agosto                         | Tufão                      | 140 km/h (85 mph)               | 960 hPa (28 inHg)     | Taiwan, Ilhas Ryukyu, China Oriental        | Desconhecido  | Desconhecido |      |
| TD                  | 4–5 de agosto                          | Depressão tropical         | Não definido                    | 1,000 hPa (30 inHg)   | Taiwan                                      | Nenhum        | Nenhum       |      |
| Cora (Ibiang)       | 12–23 de agosto                        | Tufão                      | 155 km/h (95 mph)               | 935 hPa (27.6 inHg)   | Ilhas Carolinas, Ilhas Ryukyu, Japão        | Desconhecido  | Desconhecido |      |
| Doris               | 29 de agosto – 3 de setembro           | Tufão                      | 120 km/h (75 mph)               | 975 hPa (28.8 inHg)   | Vietname, Laos                              | Desconhecido  | Desconhecido |      |
| TD                  | 29 de agosto                           | Depressão tropical         | Não definido                    | 1,008 hPa (29.8 inHg) | Ilhas Carolinas                             | Nenhum        | Nenhum       |      |
| TD                  | 2–3 de setembro                        | Depressão tropical         | Não definido                    | 1,008 hPa (29.8 inHg) | Nenhum                                      | Nenhum        | Nenhum       |      |
| TD                  | 3–6 de setembro                        | Depressão tropical         | Não definido                    | 1,004 hPa (29.6 inHg) | Palau                                       | Nenhum        | Nenhum       |      |
| Luming              | 3–8 de setembro                        | Depressão tropical         | 55 km/h (35 mph)                | 1,004 hPa (29.6 inHg) | Filipinas                                   | Nenhum        | Nenhum       |      |
| 12W                 | 4–10 de setembro                       | Depressão tropical         | 55 km/h (35 mph)                | 998 hPa (29.5 inHg)   | Filipinas                                   | Nenhum        | Nenhum       |      |
| TD                  | 7–11 de setembro                       | Depressão tropical         | Não definido                    | 998 hPa (29.5 inHg)   | Ilhas Ryukyu                                | Nenhum        | Nenhum       |      |
| 11W                 | 8–15 de setembro                       | Depressão tropical         | 55 km/h (35 mph)                | 992 hPa (29.3 inHg)   | Filipinas, Taiwan                           | Nenhum        | Nenhum       |      |
| 13W (Miling)        | 9–14 de setembro                       | Depressão tropical         | 55 km/h (35 mph)                | 996 hPa (29.4 inHg)   | Filipinas, Taiwan                           | Nenhum        | Nenhum       |      |
| TD                  | 13–18 de setembro                      | Depressão tropical         | Não definido                    | 1,004 hPa (29.6 inHg) | Nenhum                                      | Nenhum        | Nenhum       |      |
| Elsie (Narsing)     | 16–28 de setembro                      | Tufão                      | 280 km/h (175 mph)              | 895 hPa (26.4 inHg)   | Ilhas Marianas, Taiwan, Ilhas Ryukyu, China | Desconhecido  | 102          |      |
| TD                  | 16–20 de setembro                      | Depressão tropical         | Não definido                    | 1,004 hPa (29.6 inHg) | Vietname                                    | Nenhum        | Nenhum       |      |
| TD                  | 18–20 de setembro                      | Depressão tropical         | Não definido                    | 1,000 hPa (30 inHg)   | Nenhum                                      | Nenhum        | Nenhum       |      |
| TD                  | 20–23 de setembro                      | Depressão tropical         | Não definido                    | 1,008 hPa (29.8 inHg) | Nenhum                                      | Nenhum        | Nenhum       |      |
| TD                  | 23–26 de setembro                      | Depressão tropical         | Não definido                    | 1,006 hPa (29.7 inHg) | Nenhum                                      | Nenhum        | Nenhum       |      |
| Flossie (Openg)     | 27 de setembro – 9 de outubro          | Tufão                      | 110 km/h (70 mph)               | 960 hPa (28 inHg)     | Taiwan, Ilhas Ryukyu                        | Desconhecido  | 75           |      |
| Grace               | 28 de setembro – 8 de outubro          | Tufão                      | 175 km/h (110 mph)              | 940 hPa (28 inHg)     | Nenhum                                      | Nenhum        | Nenhum       |      |
| 17W                 | 30 de setembro – 1 de outubro          | Depressão tropical         | 55 km/h (35 mph)                | 1,002 hPa (29.6 inHg) | Filipinas                                   | Nenhum        | Nenhum       |      |
| TD                  | 3–10 de outubro                        | Depressão tropical         | Não definido                    | 1,006 hPa (29.7 inHg) | Nenhum                                      | Nenhum        | Nenhum       |      |
| TD                  | 3–5 de outubro                         | Depressão tropical         | Não definido                    | 1,006 hPa (29.7 inHg) | Nenhum                                      | Nenhum        | Nenhum       |      |
| TD                  | 4–5 de outubro                         | Depressão tropical         | Não definido                    | 1,008 hPa (29.8 inHg) | Ilhas Marianas                              | Nenhum        | Nenhum       |      |
| Helen               | 5–13 de outubro                        | Tufão                      | 195 km/h (120 mph)              | 930 hPa (27 inHg)     | Ilhas Marianas                              | Nenhum        | Nenhum       |      |
| TD                  | 7–11 de outubro                        | Depressão tropical         | Não definido                    | 1,008 hPa (29.8 inHg) | Nenhum                                      | Nenhum        | Nenhum       |      |
| Ida                 | 14–24 de outubro                       | Tufão                      | 215 km/h (135 mph)              | 915 hPa (27.0 inHg)   | Ilhas Marianas                              | Nenhum        | Nenhum       |      |
| TD                  | 16–17 de outubro                       | Depressão tropical         | Não definido                    | 1,008 hPa (29.8 inHg) | Nenhum                                      | Nenhum        | Nenhum       |      |
| TD                  | 25–28 de outubro                       | Depressão tropical         | Não definido                    | 1,006 hPa (29.7 inHg) | Ilhas Carolinas                             | Nenhum        | Nenhum       |      |
| June (Pining)       | 26 de outubro – 5 de dezembro          | Tufão                      | 195 km/h (120 mph)              | 940 hPa (28 inHg)     | Nenhum                                      | Nenhum        | Nenhum       |      |
| TD                  | 31 de outubro – 1 de dezembro          | Depressão tropical         | Não definido                    | 1,004 hPa (29.6 inHg) | Filipinas                                   | Nenhum        | Nenhum       |      |
| Kathy (Rubing)      | 2–5 de novembro                        | Tufão                      | 205 km/h (125 mph)              | 925 hPa (27.3 inHg)   | Ilhas Carolinas                             | Nenhum        | Nenhum       |      |
| TD                  | 13–14 de novembro                      | Depressão tropical         | Não definido                    | 1,006 hPa (29.7 inHg) | Ilhas Carolinas                             | Nenhum        | Nenhum       |      |
| TD                  | 19–21 de novembro                      | Depressão tropical         | Não definido                    | 1,006 hPa (29.7 inHg) | Filipinas                                   | Nenhum        | Nenhum       |      |
| TD                  | 21–27 de novembro                      | Depressão tropical         | Não definido                    | 1,002 hPa (29.6 inHg) | Nenhum                                      | Nenhum        | Nenhum       |      |
| Lorna (Saling)      | 23–30 de novembro                      | Tempestade tropical severa | 95 km/h (60 mph)                | 985 hPa (29.1 inHg)   | Filipinas                                   | Nenhum        | Nenhum       |      |
| TD                  | 1–5 de dezembro                        | Depressão tropical         | Não definido                    | 1,010 hPa (30 inHg)   | Nenhum                                      | Nenhum        | Nenhum       |      |
| TD                  | 11 de dezembro                         | Depressão tropical         | Não definido                    | 1,006 hPa (29.7 inHg) | Nenhum                                      | Nenhum        | Nenhum       |      |
| Marie               | 18–21 de dezembro                      | Tempestade tropical        | 75 km/h (45 mph)                | 996 hPa (29.4 inHg)   | Ilhas Marianas                              | Nenhum        | Nenhum       |      |
| TD                  | 23–24 de dezembro                      | Depressão tropical         | Não definido                    | 1,010 hPa (30 inHg)   | Nenhum                                      | Nenhum        | Nenhum       |      |
| TD                  | 27–30 de dezembro                      | Depressão tropical         | Não definido                    | 1,008 hPa (29.8 inHg) | Palau                                       | Nenhum        | Nenhum       |      |
| Totais da temporada |                                        |                            |                                 |                       |                                             |               |              |      |
| 61 systems          | 16 de janeiro – 30 de dezembro de 1970 |                            | 280 km/h (175 mph)              | 895 hPa (26.4 inHg)   |                                             | >$215 560 000 | >1,077       |      |